# Kahala (Kuusalu)
Kahala – wieś w Estonii, w prowincji Harju, w gminie Kuusalu. Na północ od wsi znajduje się jezioro Kahala.